# Šibenik, Šentjur
Šibenik je naselje v Občini Šentjur.